# Manuel de Cárdenas Pastor
Manuel de Cárdenas Pastor (Madrid, 14 de marzo de 1877 - ibídem, 4 de noviembre de 1954) fue un arquitecto español y catedrático de la Escuela Técnica Superior de Arquitectura de Madrid.
Fue hermano del arquitecto Ignacio de Cárdenas Pastor (diseñador y constructor del Edificio Telefónica en la Gran Vía) y de Ramón de Cárdenas abogado, jugador de fútbol y cuarto presidente del Atlético de Madrid. 
Realizó diversas obras arquitectónicas en la provincia de León, Madrid (sobre todo a partir de 1920) y en Guipúzcoa. 
Fue el primero de una saga de arquitectos.

## Biografía
Era hijo de Ramón de Cárdenas Padilla, periodista natural de La Habana que había emigrado a finales del siglo XIX a Madrid, perteneciente a la nobleza y de Enriqueta Pastor y Mora, emparentada a su vez con José Joaquín de Mora.
Obtiene el título de arquitecto en la Escuela de Arquitectura de Madrid en el año 1900 (perteneciente a la misma promoción que Antonio Palacios). 
En 1900, recién obtenido su título es nombrado arquitecto municipal de León, realizando diversas tareas entre las que cabe señalar su participación en el diseño de su ensanche, muchas edificaciones en él mismo. En 1901 presenta el proyecto para la sede del Banco de España en León. Fue asimismo arquitecto diocesano de León y Astorga participando en importantes obras de restauración de la Catedral de León, la de Zamora y la Colegiata de Toro. En León, ejerció la docencia de dibujo y mecánica en la Fundación Sierra Pambley, adscrita a la Institución Libre de Enseñanza.
A partir de 1920 se traslada a Madrid como arquitecto de la Cruz Roja y realiza el diseño de lo que será su obra más conocida: el Dispensario Central de la Cruz Roja 1924-1928. Colabora en muchas ocasiones con su hijo Gonzalo de Cárdenas Rodríguez
Catedrático de la Escuela de Arquitectura de Madrid desde el 25 de febrero de 1936 hasta su jubilación definitiva en 1948.
El 22 de mayo de 1944 ingresa en la Real Academia de Bellas Artes de San Fernando, siendo contestado en su discurso de ingreso por su colega y amigo Pedro Muguruza.

### Obras destacadas
- Escuelas del Cid, c/ del Cid, 18, León, 1902.
- Ensanche de León, 1904.
- Edificio de Correos y Telégrafos, Plaza de la Regla, 5, León, 1911.
- Casa Ciriaco, c/ Ordoño II, 2, León, 1912.
- Casa Lorenzana, c/ Ordoño II, 4, León, 1912.
- Casa Lubén, c/ Ordoño II, 10, León, 1918.[5]
- Casa Goyo, c/ Padre Isla, 2, León, 1920.[6]
- Hospital San Antonio Abad, c/ Altos de Nava, León, 1922.
- Edificio Pallarés (actual sede del Museo de León), Plaza de Santo Domingo, León, 1923.
- Sanatorio Lago, Tablada, Sierra de Guadarrama (Madrid) (en colaboración con A. Salvador), 1924.
- Dispensario Central de la Cruz Roja, Avenida de la Reina Victoria, Madrid, 1924.
- Teatro Emperador,  Avda. Independencia, 14, León (en colaboración con Gonzalo de Cárdenas Pastor y Francisco J. Sanz), 1949.
- Parador nacional de Pajares, Puerto de Pajares, Lena (Asturias), 1953.

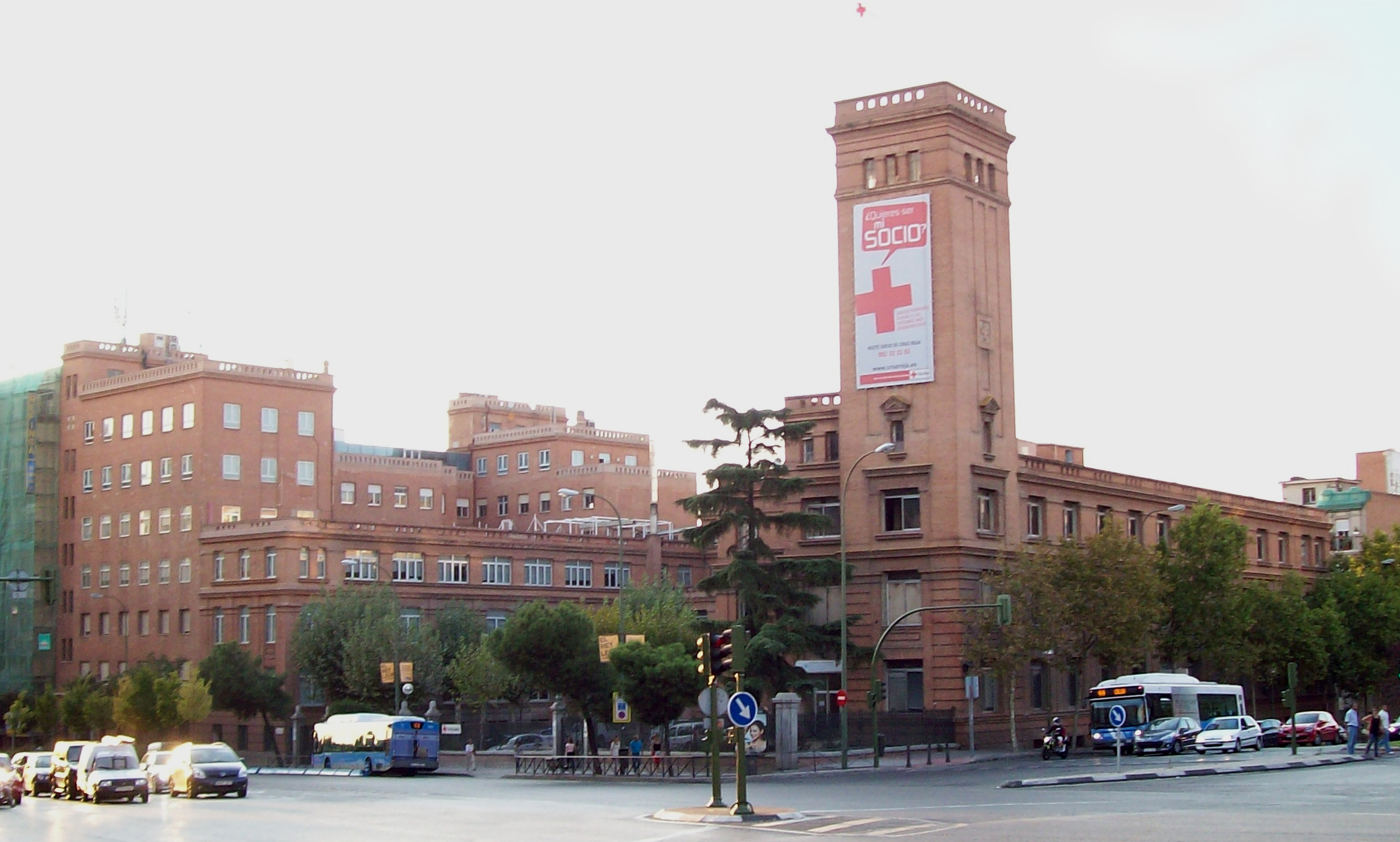
Dispensario Central de la Cruz Roja.
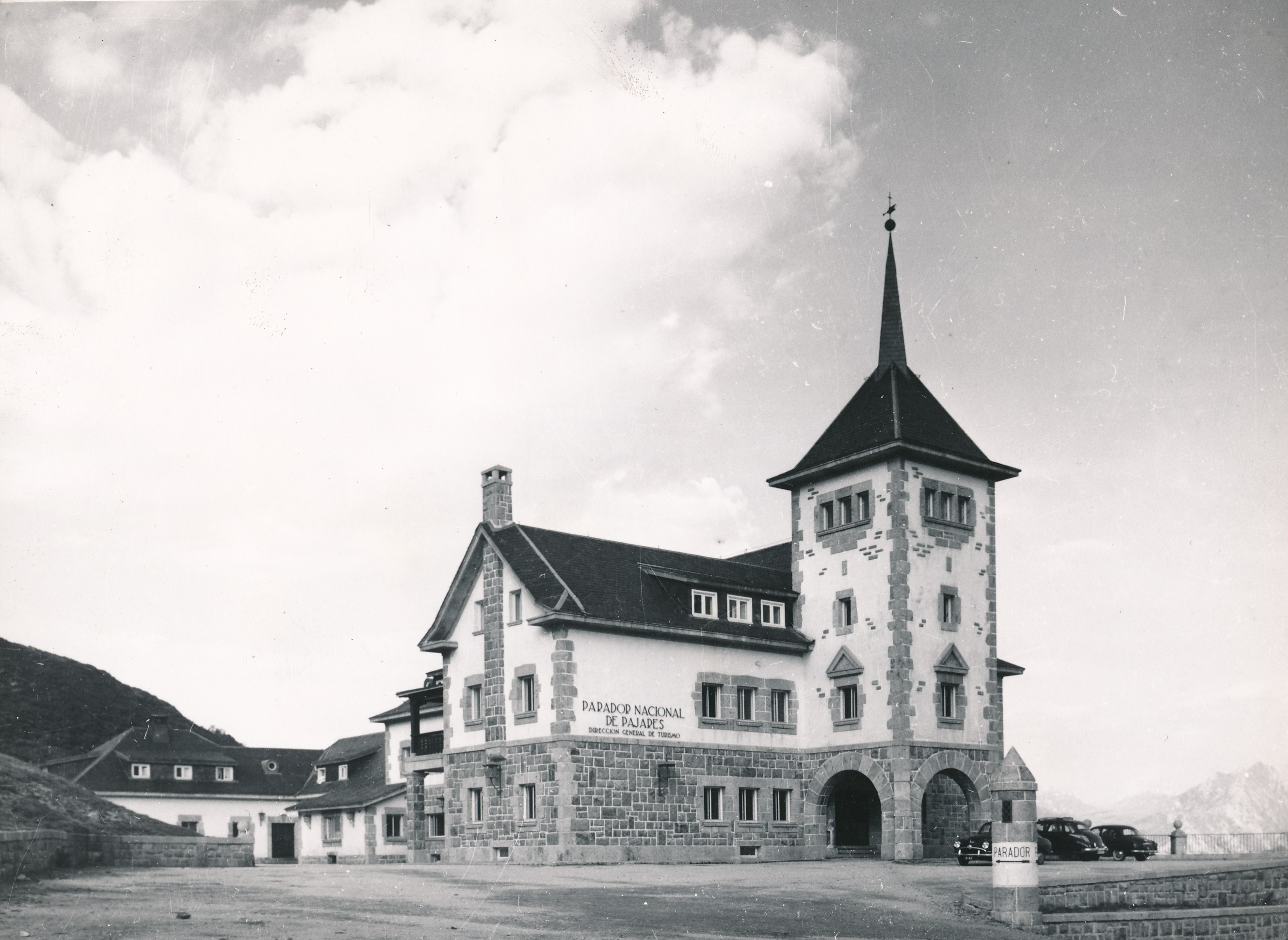
Parador de Pajares.
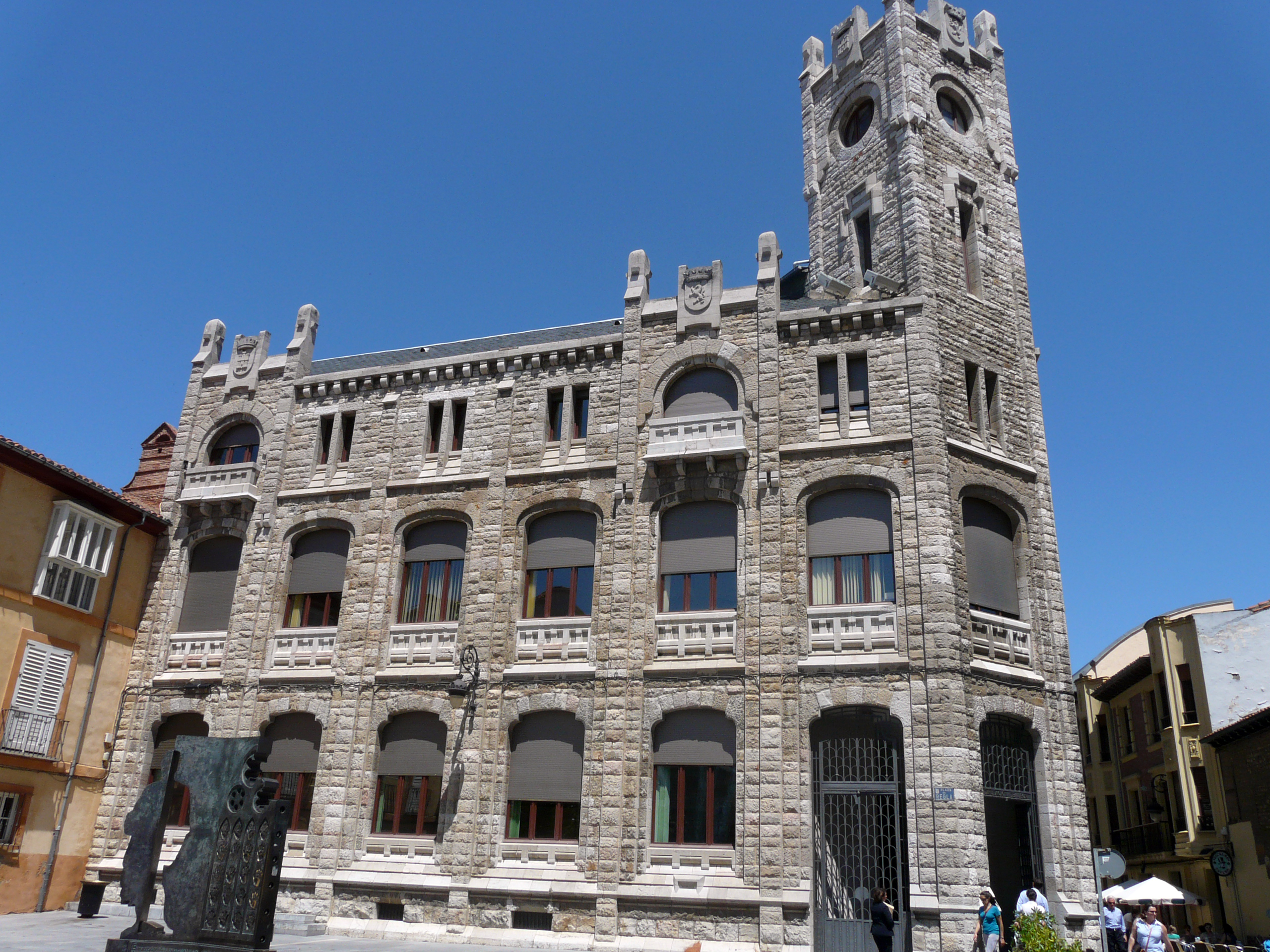
Antiguo Edificio de Correos y Telégrafos.
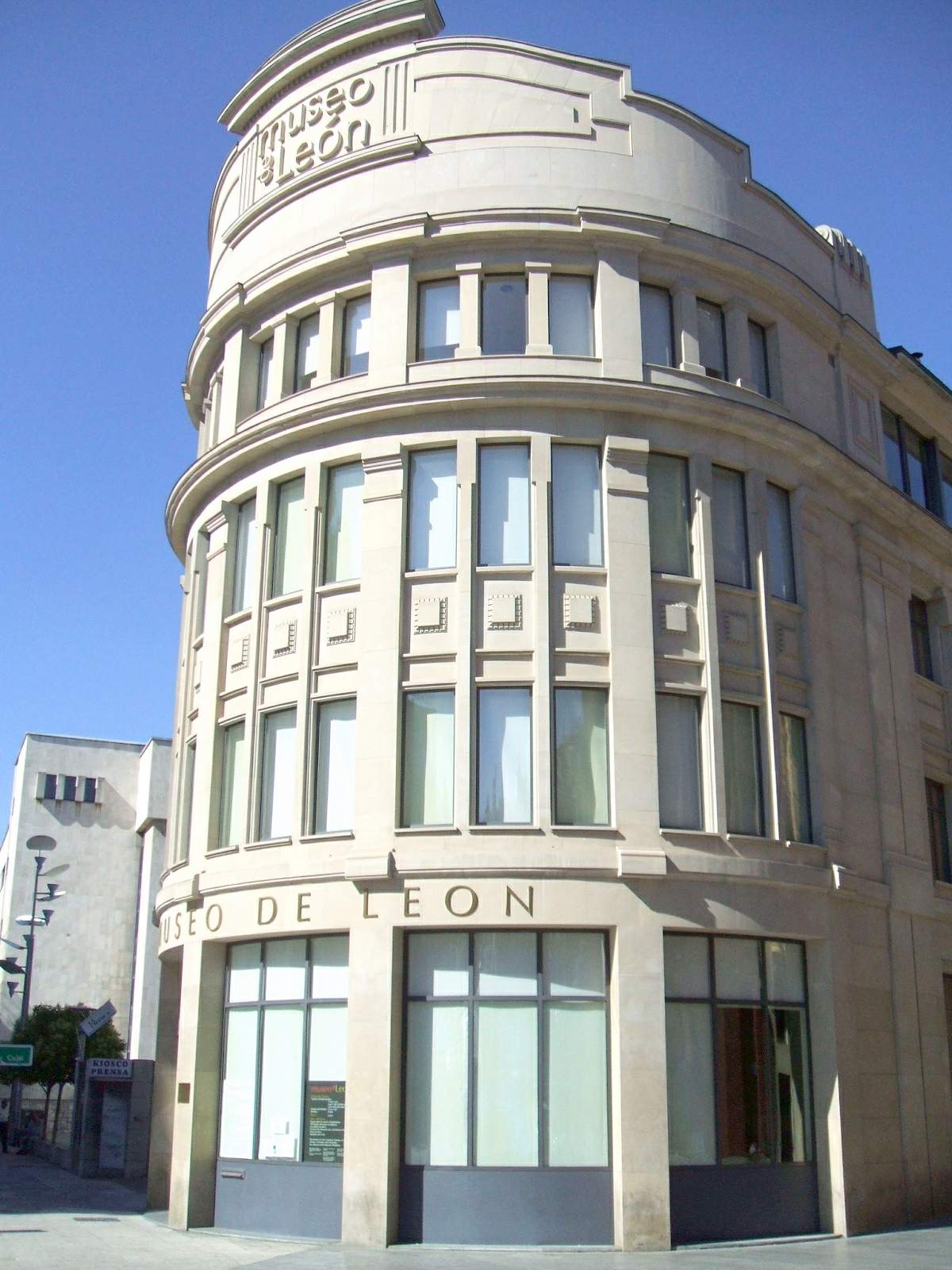
Edificio Pallarés.
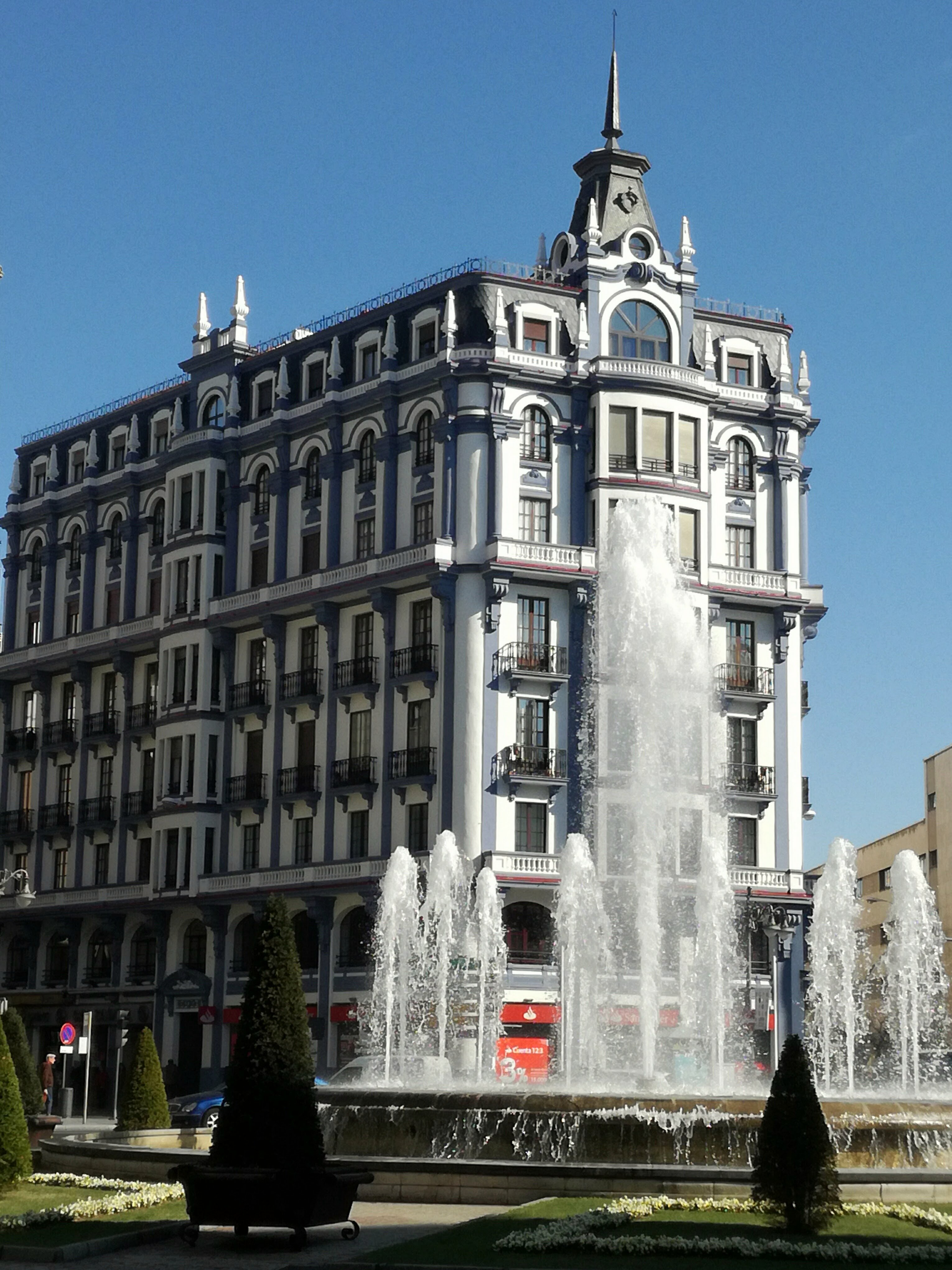
Casa Goyo.
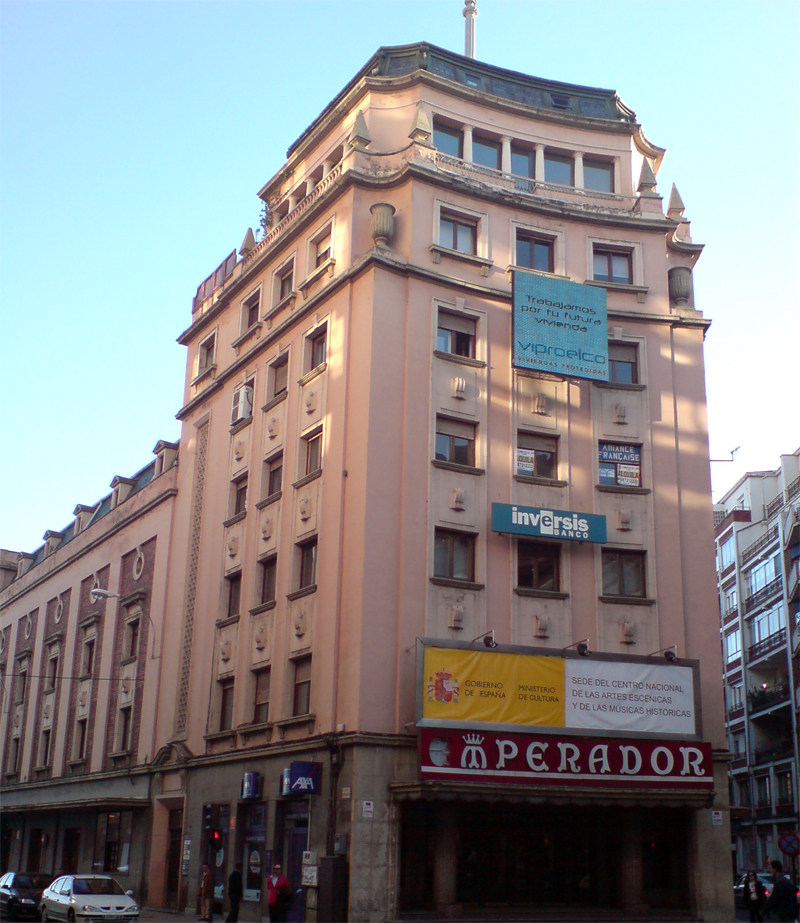
Teatro Emperador.